# Макај (Арђеш)
Макај (рум. Măcăi) насеље је у Румунији у округу Арђеш у општини Кука. Oпштина се налази на надморској висини од 517 m.

## Становништво
Према подацима из 2002. године у насељу је живело 105 становника, од којих су сви румунске националности.